# Pietro Godenti
Pietro Godenti (Rimini, 2 giugno 1700 – Vienna, 24 dicembre 1781) è stato un viaggiatore e insegnante italiano.
Nato a Rimini e formato presso i Gesuiti, trascorse tutta la vita in giro per l'Europa: Parigi, Ginevra, Vienna, e soprattutto San Pietroburgo dove visse per circa 20 anni lavorando come professore di Francese ed Italiano presso il Ginnasio dell'Accademia Imperiale.
Fu in contatto con numerose personalità del suo tempo, tra cui il Voltaire.
Ha lasciato un imponente epistolario, tra cui il carteggio con Giovanni Bianchi (Jano Planco) conservato presso la Biblioteca Civica Gambalunga di Rimini.
I suoi scritti costituiscono un'importante fonte per ricostruire il clima culturale e politico del Settecento in Europa.